# 압둘레라 알암리
압둘레라 알리 아와드 알암리(아랍어: عبد الإله علي عوض العمري, Abdulelah Ali Awadh Al-Amri, 1997년 1월 15일 ~ )는 사우디아라비아의 축구 선수로 포지션은 수비수이며 현재 사우디 프로리그의 알나스르에서 활약하고 있다.